# 스칸소리옵테릭스

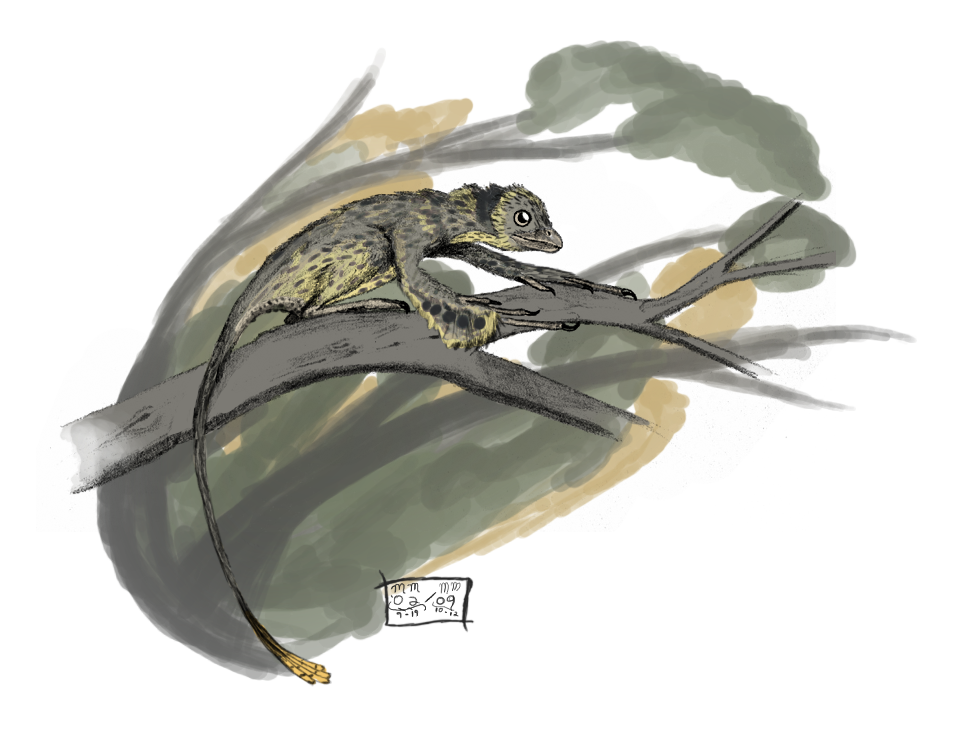

스칸소리옵테릭스(Scansoriopteryx)는 작은 육식 공룡들 중에서도 독특한 특징을 가졌다. 이런 특징들은 스칸소리옵테릭스가 나무에 올랐다는 것을 알려준다. 이 공룡은 긴 팔을 가지고 있었는데,그 팔에 세 번째 손가락이 두 번째 손가락보다 두 배나 컸다.(육식 공룡들은 주로 가운데 손가락이 가장 큼) 그리고 유난히 날카로운 발톱을 가졌다고 했다. 그런데도 나무에 살았다고 한다. 왜냐하면 나무는 포식자들을 피할 수 있는 장소이며 먹이인 곤충들도 쉽게 찾을 수 있기 때문이다. 스칸소리옵테릭스가 깃털이 달렸음에도 날 수 없는 것은 다른 공룡들과 같다.